# 孟光 (梁鴻の妻)
孟 光（もう こう、生没年不詳）は、中国後漢時代の女性。字は徳曜。司隷右扶風平陵県の人。『後漢書』や『列女伝』において、清貧に甘んじ夫を敬う婦徳の体現者として描かれた。

## 略歴
孟氏の娘は太って醜く、色黒で、力持ちだった。しかし節操が固く、30歳になるまで結婚の意思を持たずにいた。その理由について両親から尋ねられると、彼女は「梁伯鸞（梁鴻）のように賢徳な方を求めております」と言った。彼女と同郷である梁鴻は高節な隠士として名高く、娘を嫁がせたいという希望が大家から多く寄せられたが、彼もまた誰とも結婚しようとしなかった。しかし孟氏の娘のことを耳にすると、ついに彼女を娶った。
嫁入りに際して、孟氏の娘は布衣や麻履（麻製の草履）といった粗末な衣装を仕立て、糸紡ぎに使う道具などを用意したが、まず着飾って梁鴻の家を訪れた。すると梁鴻は、7日間にわたり彼女のことを無視した。彼女が跪いて「聞くところによれば、夫子（あなた）は徳義に優れた方で、何人もの婦人を退けてきたとのこと。妾（わたくし）もまた数々の殿方をあしらいました。今こうして分かたれている理由をお教えください」と尋ねると、梁鴻は「私が求めたのは粗末な服を着て、共に山の奥深くに隠れられるような人物だ。おまえは今、このように煌びやかな衣服を着て、白粉や眉墨といった化粧をしている。どうして私の望むところであろうか」と答えた。これに対して、孟氏の娘は「夫子の志を拝見したかったのです。妾もまた、隠れ住むための服を持っております」と言うと、髪型を椎髻（ついけい）にし、質素な衣服に着替えてから、再び梁鴻の前に姿を現した。梁鴻は大喜びして、「これぞまさしく梁鴻の妻だ。私に仕えるにあたうものだ」と言った。そして彼女に徳曜という字と、光という名を与えた。
それからしばらくして、孟光は夫に対して「夫子は隠遁して患いを避けるのがお望みだと常々お聞きしておりましたが、どうして今は黙々と何もおっしゃらないのでしょう。頭を低くして〔現世に〕妥協なさるのですか」と言った。梁鴻は「おまえの言う通りだ」と答えた。彼らは家族揃って霸陵山に隠棲し、耕作と機織りを生業とした。梁鴻は詩書を詠み、琴を爪弾くことで楽しんだという。
また梁鴻は首都の洛陽を訪れた際、都の絢爛さと人々の労苦を見て、五噫（ごい）の歌を詠んで嘆いた。これを聞いた章帝は快く思わず、指名手配された梁鴻は改名して斉・魯の間に逃げた。
後に梁鴻は呉（会稽郡）に移住すると、現地の豪族である皐伯通を頼り、米搗きをして賃銭を得た。孟光は帰宅した夫に食事を勧める際、案（机）を眉の高さまで持ち上げて彼を直視しないようにすることで、梁鴻に対して礼を尽くし、敬意を示した（挙案斉眉）。皐伯通はこの様子を見て素晴らしいと考え、「この傭夫は妻にかくも敬われているからには、非凡な者であろう」と言うと、彼らの住まいを自宅の廊下から部屋へと移してやり、著作に専念できるようにした。孟光は「道を好み貧に安んじる」賢妻として評された。
梁鴻の死後、孟光は子と共に故郷である扶風へと帰った。

## 後世における受容

### 中国
孟光故事の伝播は、『後漢書』、『列女伝』、『東観漢記』、袁宏『後漢紀』、皇甫謐『高士伝』などといった伝記集に基づいた唐代前期の形成期と、それ以降の受容期の二つに分けることができる。

#### 唐代
初唐の類書『芸文類聚』には、孟光の伝承が『東観漢記』から引用されるかたちで収録されている。また李翰による教本『蒙求』において、孟光は「孟光荊釵」という標題で言及される。「荊釵（イバラのかんざし）」という語は『蒙求』以前の『後漢書』などの先行する諸書には現れないが、これは『蒙求』の撰者が押韻のために改変したものと見られる。椎髻は漢代当時における一般女性の日常的な髪型だったが、隋・唐に時代が下ると、釵のような道具を用いる髪型が流行した。「椎髻」から「荊釵」への変化は、従来の清貧のイメージを崩さずに押韻を保つだけでなく、当時の風俗が反映されていることを示す。そして、『蒙求』が当時一世を風靡した教本だったことも要因となり、「荊釵」または「荊釵布裙」という表現は孟光と関連づけられるようになった。また「孟光荊釵」は馬皇后を題材にとった標題「馬后大練」との対句となっており、皇族との対比で、一般士人の質素な妻を代表するものともなっている。
中唐の詩人である白居易は、妻である楊氏を指す語として「孟光」を複数の詩中で用いており、孟光はここにおいて理想的な妻の表象として現れている。特に彼女に贈った「贈内」では、梁鴻・孟光夫妻を自身と楊氏に準えているが、白居易はそこで清貧の教訓のみならず夫婦間の情愛を作中に織り込むことで、自身たちの慎ましい夫婦円満を願っている。

#### 元代
元代の雑劇において、孟光は高官の娘で美しい才女という設定である。その伝承も、両親の反対を押し切って貧しい梁鴻と身分違いの結婚をした後、状元に及第し、一家が皇帝から褒賞を授かるという筋書きに変更されている。

### 日本
孟光の伝承は日本にも波及しており、数々の文芸作品に見出すことができる。

#### 平安時代
平安時代中期の公卿である藤原行成は、自身の日記『権記』において妻を「孟光」と呼ぶ。章剣はこれについて、藤原行成は白詩（白居易の詩）を書写したこともあり、文人貴族としてそれに通暁していたことは違いないとして、白詩による影響を見出している。
平安時代末期に編纂された『幼学指南鈔』は、『芸文類聚』や『初学記』を底本とする。同じく平安時代の『唐物語』や鎌倉時代の『十訓抄』でも孟光の伝承について触れられているが、人物の行動に対して客観的な視点を向ける中国の筆致とは対照的に、容姿の醜さと対比される孟光の個人的な心情により重きを置いた、日本的に翻案された描写がなされている。

#### 鎌倉時代
鎌倉時代の政治家であり、源頼朝の妻でもある北条政子は、『承久記』において孟光に喩えられる。桐島薫子によれば、この比喩は『白氏文集』から引かれたもので、白居易・楊氏夫婦のように教訓的かつ情緒的な夫婦像の投影だという。
夫が自身の妻に対して用いる「荊妻」という謙称は、中国では『蒙求』の影響により宋代から見られるようになったが、日本語としても定着した。